# از سرزمین شمالی
از سرزمین شمالی (به ژاپنی: 北の国から) (به انگلیسی: From the North Country) مجموعه تلویزیونی محصول ژاپن ساخته سال‌های ۱۹۸۱ تا ۲۰۰۲ است. سریال، داستان مردی به نام گورو است که پس از جدایی از همسرش (به دلیل داشتن رابطه با مردی دیگر) همراه با دخترش هوتارو و پسرش جون از توکیو به زادگاهش در جزیره شمالی ژاپن، هوکایدو برگشته و زندگی جدیدی را شروع می‌کنند. سریال با نامه‌هایی که پسر به همکلاسی سابقش، دختری به نام کیکو، در توکیو می‌نویسد و با خواندن نامه‌ها توسط خود جون دنبال می‌شود. پس از مدت کوتاهی، خاله فرزندان گورو، زن تحصیل‌کرده‌ای به نام یوکیکو، به آنها ملحق می‌شود. آهنگ این سریال ساخته ماساشی سادا آهنگساز، خواننده و شاعر ژاپنی است.
در ۷ سپتامبر ۲۰۰۲ آخرین قسمت این مجموعه پس از یک دورهٔ ۲۰ ساله از تلویزیون ژاپن پخش شد. امروزه دهکده‌ای که این سریال در آن ساخته شده است تبدیل به نمایشگاهی برای بازدید عموم شده است.

## خلاصه داستان
مردی به نام گورو پس از جدایی از همسرش ریکو (به دلیل داشتن رابطه با مردی دیگر) همراه با پسرش جون و دخترش هوتارو از توکیو به زادگاهش در جزیره شمالی ژاپن (هوکایدو) برگشته و زندگی جدیدی را شروع می‌کنند. بچه‌ها در زندگی جدیدشان از یک سو با سکونت در منطقه‌ای که به هیچ‌گونه امکاناتی مانند آب، برق و گاز دسترسی ندارند و از سوی دیگر با دوری از مادرشان باید مشکلات بسیار زیادی را پشت سر بگذرانند اما با گذشت زمان به تدریج به این شرایط عادت می‌کنند. این در حالی است که گورو نیز سخت در تلاش است تا با امکانات اندکی که در اختیار دارد، زندگی خوبی را برای فرزندانش آماده سازد. پس از مدت کوتاهی، خالهٔ فرزندان گورو که زن تحصیلکرده‌ای به نام یوکیکو است، به آنها ملحق می‌شود و با برادرزادهٔ گورو به نام سوتا، آشنا می‌شود.

## بازیگران
- کونیه تاناکا در نقش گورو
- هیده‌تاکا یوشی‌اوکا در نقش جون
- توموکو ناکاجیما در نقش هوتارو
- میکو هارادا در نقش ریکو
- کئیکو تاکشیتا در نقش یوکیکو
- کوئیچی ایواکی در نقش سوتا